# Christoph Bernhard Francke
Christoph Bernhard Francke, aussi connu comme Bernhard Christoph Francken, né vers 1660-1670 à Hanovre et mort le 18 janvier 1729 à Brunswick, est un officier et peintre allemand de style baroque.